# Philipp Nawrath
Philipp Nawrath (* 13. února 1993 Füssen) je německý biatlonista.
Biatlonu se věnuje od roku 2004. Ve Světovém poháru debutoval v březnu 2017 v Kontiolahti, kde ve sprintu dojel na 34. místě.
Ve Světovém poháru zvítězil ve své dosavadní kariéře v jednom individuálním závodě, když triumfoval ve sprintu v Östersundu v prosinci 2023. Jednou triumfoval jako člen německé mužské štafety.

## Výsledky

### Olympijské hry a mistrovství světa
| Sezóna  | Akce | Místo                | SP  | SZ  | HZ  | IZ  | ŠT | SŠT | SZD | Věk    |
| ------- | ---- | -------------------- | --- | --- | --- | --- | -- | --- | --- | ------ |
| 2018/19 | MS   | Östersund            | 12. | 21. | 15. | –   | –  | –   | –   | 26 let |
| 2019/20 | MS   | Anterselva           | –   | –   | –   | 47. | –  | –   | –   | 27 let |
| 2021/22 | ZOH  | Peking               | 22. | 19. | 23. | –   | 4. | 5.  | ×   | 29 let |
| 2022/23 | MS   | Oberhof              | –   | –   | –   | 9.  | –  | –   | 6.  | 30 let |
| 2023/24 | MS   | Nové Město na Moravě | 16. | 21. | 10. | –   | 4. | 5.  | –   | 31 let |
| 2024/25 | MS   | Lenzerheide          | 18. | 44. | 16. | –   | 3. | 3.  | –   | 32 let |

Poznámka: Výsledky z olympijských her se do hodnocení světového poháru nezapočítávají, výsledky z mistrovství světa se dříve započítávaly, od mistrovství světa v roce 2023 se nezapočítávají.

### Mistrovství Evropy
| Sezóna  | A  | Místo       | SP  | SZ  | IZ  | SŠ | Věk    |
| ------- | -- | ----------- | --- | --- | --- | -- | ------ |
| 2020/21 | ME | Dušníky     | 37. | 32. | 10. | 2. | 27 let |
| 2022/23 | ME | Lenzerheide | 3.  | 5.  | 5.  | –  | 29 let |

## Vítězství v závodech světového poháru, na mistrovství světa a olympijských hrách

### Individuální
| Č. | sezóna    | datum            | místo              | disciplína |
| -- | --------- | ---------------- | ------------------ | ---------- |
| 1. | 2023/2024 | 2. prosince 2023 | Östersund, Švédsko | sprint     |

### Kolektivní
| Č. | sezóna    | datum          | místo             | disciplína |
| -- | --------- | -------------- | ----------------- | ---------- |
| 1. | 2020/2021 | 5. března 2021 | Nové Město, Česko | štafeta    |